# Michael Ballhaus
Michael Ballhaus (Berlim, 5 de agosto de 1935 – Berlim, 12 de abril de 2017) foi um cineasta e diretor de fotografia alemão. É conhecido por seu constante trabalho com o cineasta Martin Scorsese. Foi indicado três vezes ao Oscar pelos filmes Broadcast News, The Fabulous Baker Boys e Gangs of New York, mas nunca venceu.
Para Martin Scorsese, Ballhaus dirigiu a fotografia de filmes como After Hours, A Última Tentação de Cristo, A Cor do Dinheiro, Goodfellas / Os Bons Companheiros, A Era da Inocência, Gangues de Nova York / Gangs of New York, The Departed.
Trabalhou na direção de fotografia de diversos filmes alemães, até despontar para o cinema internacional nos filmes O Casamento de Maria Braun (de 1979) e Lili Marleen (de 1981) do cineasta alemão Rainer Werner Fassbinder. Seu primeiro filme foi o polêmico As Lágrimas Amargas de Petra von Kant no qual fotografou a película com apenas uma câmera.
Trabalhou com diretores como Paul Newman (no filme The Glass Menagerie), James L. Brooks (em Nos Bastidores da Notícia), Volker Schlöndorff (em Death of a Salesman), Mike Nichols (Working Girl), Francis Ford Coppola (Bram Stoker's Dracula), entre outros.